# Tony Smith (Bildhauer)
Tony Smith (* 23. September 1912 in South Orange, New Jersey; † 26. Dezember 1980 in New York) gilt als einer der bekanntesten amerikanischen Bildhauer der 1960er Jahre und wird als einer der wichtigsten Wegbereiter des Minimalismus betrachtet.

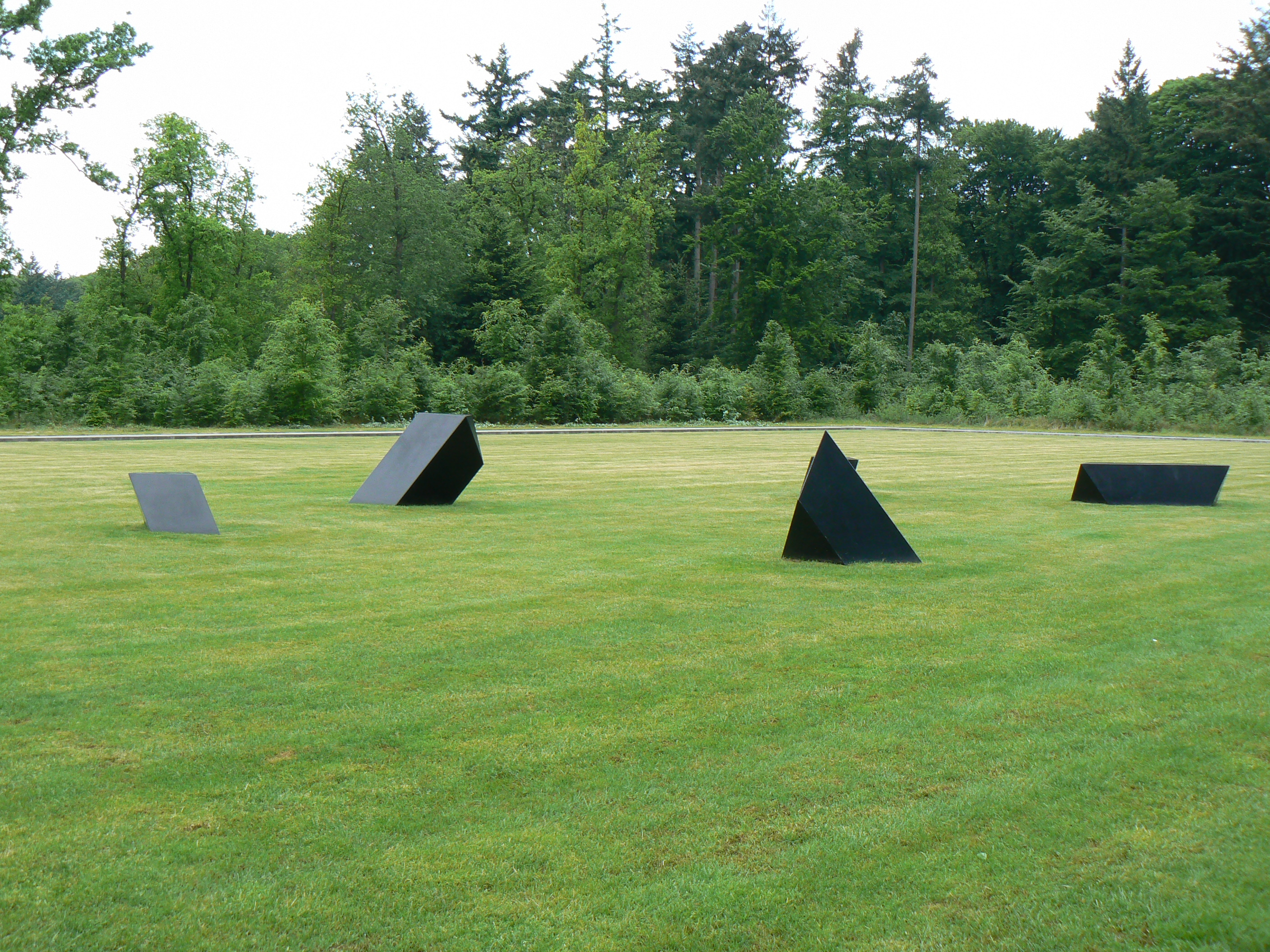
Wandering rocks (1967–1970), Skulpturenpark am Kröller-Müller-Museum, Otterlo

## Wirken
Erst nach 1962 entstanden die ersten monumentalen Skulpturen Smiths, der bis dahin mehr als visionärer Architekt bekannt war. Er studierte Malerei in New York und Architektur am New Bauhaus in Chicago, wo er auch einige Jahre als Assistent von Frank Lloyd Wright tätig war. Mehr und mehr wandte er sich schließlich ganz der Skulptur zu, da er dort im Gegensatz zur funktionsgebundenen Architektur seine Vorstellungen vom Körper im Raum ohne Kompromisse verwirklichen konnte. Auch andere Künstler wie Carl Andre, Barnett Newman und Frank Stella realisierten monumentale Außenplastiken in situ. Die Skulptur verließ gleichsam das Atelier und nahm zunehmend den öffentlichen Raum ein. Im Jahr 1968 war er Teilnehmer der 4. documenta in Kassel in der Abteilung Skulptur. 1979 wurde er in die American Academy of Arts and Letters gewählt.
Tony Smith begann als einer der ersten amerikanischen Bildhauer die Skulptur so weit zu reduzieren, dass die Bezeichnung „minimal art“ als eine natürliche Konsequenz erscheint.
Seine Skulpturen sind einfachste Kombinationen geometrischer Formen, sie erinnern an archaische Strukturen und erscheinen daher dem Betrachter als bereits vertraut.
Seine Tochter Kiki Smith arbeitet als Installationskünstlerin und Body Art-Künstlerin.

### Kunstsammlung
1967 schenkte er seine Sammlung von sieben Gemälden amerikanischer Maler des Abstrakten Expressionismus, darunter Bilder von Jackson Pollock, Clyfford Still, Mark Rothko und Barnett Newman, dem Wadsworth Atheneum Museum of Art in Hartford, Connecticut.